# Séfer ha-Hinnukh
El Séfer ha-Hinnukh ("Llibre de l'Educació") o simplement el Hinnukh és un text del judaisme medieval publicat de forma anònima a Espanya en el segle xiii, alguns especialistes l'atribueixen al jueu de Barcelona Aharon ha-Leví (Raà). En aquesta obra es discuteix les 613 mitsvot de la Torà de manera sistemàtica. La numeració dels manaments està basada en el sistema de Maimònides.
La discussió dels preceptes es fa tant des de la perspectiva legal com moral. Per la seva estructura el llibre és popular encara avui dia i rep molts comentaris erudits.